# Hadjina lutosa
Hadjina lutosa är en fjärilsart som beskrevs av Otto Staudinger 1891. Hadjina lutosa ingår i släktet Hadjina och familjen nattflyn. Inga underarter finns listade i Catalogue of Life.